# Список глав государств в 1933 году
| 1932 ← Список глав государств по годам → 1934 |

В списке перечислены лидеры государств по состоянию на 1933 год. В том случае, если ведущую роль в государстве играет коммунистическая партия, указан как де-юре глава государства — председатель высшего органа государственной власти, так и де-факто — глава коммунистической партии.
Цветом выделены страны, в которых в данном году произошли смены власти вследствие следующих событий:
- Получение страной независимости;
- Военный переворот, революция, всеобщее восстание ;
- Президентские выборы;
- парламентские выборы, парламентский кризис;
- Смерть одного из руководителей страны;
- Иные причины.

## Азия
|                                                  | Арабские эмираты (протектораты Великобритании)                   |                                                          |                                                              | |                                     |  |
|                                                  |                                                                  | Абу-Даби                                                 | Эмир                                                         | Шахбут ибн Султан Аль Нахайян                                                                                                  | 1928 год—1966 год                   |  |
|                                                  | Аджман                                                           | Эмир                                                     | Рашид III ибн Хумайд                                         | 1928 год—1981 год |                                     |  |
|                                                  | Дубай                                                            | Шейх                                                     | Саид ибн Мактум                                              | 1912 год—1958 год |                                     |  |
|                                                  | Рас-эль-Хайма                                                    | Эмир                                                     | Султан II ибн Салим                                          | 1921 год—1948 год |                                     |  |
|                                                  | Умм-эль-Кайвайн                                                  | Эмир                                                     | Ахмад II бин Рашид аль-Муалла                                | 1929 год—1981 год |                                     |  |
|                                                  | Эль-Фуджайра                                                     | Шейх                                                     | Хамад I бин Абдаллах                                         | 1876 год—1936 год |                                     |  |
|                                                  | Шарджа                                                           | Шейх                                                     | Султан II бин Сакр                                           | 1924 год—1951 год |                                     |  |
|                                                  | Асир                                                             | Асир                                                     | Эмир                                                         | Аль-Хасан ибн Али | 1926 год—1934 год                   |  |
|                                                  | Афганистан                                                       | Афганистан                                               | Король                                                       | Мухаммед Надир-шах Захир-шах                                                                                                   | 1929 год—1933 год 1933 год—1973 год |  |
| Премьер-министр                                  | Афганистан                                                       | Афганистан                                               | Мохаммад Хашим-хан                                           | 1929 год—1946 год |                                     |  |
|                                                  | Бахрейн (протекторат Великобритании)                             | Бахрейн (протекторат Великобритании)                     | Хаким                                                        | Хамад ибн Иса Аль Халифа | 1932 год—1942 год                   |  |
|                                                  | Британская Бирма (Шанские княжества)                             |                                                          |                                                              | |                                     |  |
|                                                  |                                                                  | Йонгве                                                   | Саофа                                                        | Со Шве Тай | 1926 год—1959 год                   |  |
|                                                  | Кенгтунг                                                         | Саофа                                                    | Конг Кьо Инталенг                                            | 1895 год—1935 год |                                     |  |
|                                                  | Локсок (Ятсок)                                                   | Саофа                                                    | Хкун Нсок                                                    | 1900 год—1946 год |                                     |  |
|                                                  | Мокме                                                            | Саофа                                                    | Хкун Хконг                                                   | 1915 год—1959 год |                                     |  |
|                                                  | Монгнай                                                          | Саофа                                                    | Хкун Кьо Хо                                                  | 1928 год—1949 год |                                     |  |
|                                                  | Монгпай                                                          | саофа                                                    | Хкун Пин Нья                                                 | 1908 год—1959 год |                                     |  |
|                                                  | Монгпон                                                          | Саофа                                                    | Сао Сан Хтун                                                 | 1928 год—1947 год |                                     |  |
|                                                  | Северное Сенви                                                   | Саофа                                                    | Хом Хпа                                                      | 1915 год—1959 год |                                     |  |
|                                                  | Сипау                                                            | Саофа                                                    | Сао Он Кья                                                   | 1928 год—1938 год |                                     |  |
|                                                  | Южное Сенви                                                      | Саофа                                                    | Сао Сонг                                                     | 1913 год—1946 год |                                     |  |
|                                                  | Британская Индия                                                 | Британская Индия                                         | Император                                                    | Георг V | 1910 год—1936 год                   |  |
| Вице-король                                      | Британская Индия                                                 | Британская Индия                                         | Фримен Фримен-Томас                                          | 1931 год—1936 год |                                     |  |
|                                                  |                                                                  | Аджайгарх                                                | Савай махараджа                                              | Бхопал Сингх | 1919 год—1942 год                   |  |
|                                                  | Алвар                                                            | Махараджа                                                | Джай Сингх Прабхакар                                         | 1892 год—1937 год |                                     |  |
|                                                  | Алираджпур                                                       | Рана                                                     | Пратап Сингх II                                              | 1891 год—1941 год |                                     |  |
|                                                  | Баони                                                            | Наваб                                                    | Мохаммад Муштак аль-Хасан Хан                                | 1911 год—1947 год |                                     |  |
|                                                  | Бансвара                                                         | Раджа                                                    | Притви Сингх                                                 | 1913 год—1944 год |                                     |  |
|                                                  | Барвани                                                          | Рана                                                     | Деви Сахиб Сингхджи                                          | 1930 год—1947 год |                                     |  |
|                                                  | Барода                                                           | Махараджа                                                | Саяджирао Гаеквад III                                        | 1875 год—1939 год |                                     |  |
|                                                  | Бахавалпур                                                       | Наваб                                                    | Садик Мухаммад Хан V                                         | 1907 год—1947 год |                                     |  |
|                                                  | Башахра                                                          | Раджа                                                    | Падам Сингх                                                  | 1914 год—1947 год |                                     |  |
|                                                  | Бенарес                                                          | Махараджа бахадур                                        | Адитья Нараян Сингх                                          | 1931 год—1939 год |                                     |  |
|                                                  | Биджавар                                                         | Савай махараджа                                          | Савант Сингх                                                 | 1899 год—1940 год |                                     |  |
|                                                  | Биканер                                                          | Махараджа                                                | Ганга Сингх                                                  | 1887 год—1943 год |                                     |  |
|                                                  | Биласпур (Калур)                                                 | Раджа                                                    | Ананд Чанд                                                   | 1927 год—1948 год |                                     |  |
|                                                  | Бунди                                                            | Махарао раджа                                            | Ишвари Сингх                                                 | 1927 год—1945 год |                                     |  |
|                                                  | Бхавнагар                                                        | Махараджа                                                | Кришна Кумарсинхжи Бхавсинхжи                                | 1919 год—1947 год |                                     |  |
|                                                  | Бхаратпур                                                        | Махараджа                                                | Бриджендра Сингх                                             | 1929 год—1947 год |                                     |  |
|                                                  | Бхопал                                                           | наваб                                                    | Хамидулла Хан                                                | 1926 год—1949 год |                                     |  |
|                                                  | Ванканер                                                         | Махарана радж сахиб                                      | Амарсинхджи Банесинджи                                       | 1881 год—1947 год |                                     |  |
|                                                  | Гангпур                                                          | Раджа                                                    | Бир Митра Пратап Сехар Део                                   | 1930 год—1938 год |                                     |  |
|                                                  | Гархвал                                                          | махараджа                                                | Нарендра Шах                                                 | 1913 год—1946 год |                                     |  |
|                                                  | Гвалиор                                                          | Махараджа                                                | Дживаджирао Шинде                                            | 1925 год—1948 год |                                     |  |
|                                                  | Гондал                                                           | Тхакур сахиб                                             | Бхагвацинхжи Саграмсинхджи                                   | 1869 год—1944 год |                                     |  |
|                                                  | Даспалла                                                         | раджа                                                    | Кишор Чандра Део Бханж                                       | 1913 год—1948 год |                                     |  |
|                                                  | Датия                                                            | Махараджа                                                | Говинд Сингх                                                 | 1907 год—1947 год |                                     |  |
|                                                  | Девас младшее                                                    | Махараджа                                                | Малхар Рао                                                   | 1918 год—1934 год |                                     |  |
|                                                  | Девас старшее                                                    | Махараджа                                                | Тукоджи Рао III                                              | 1918 год—1937 год |                                     |  |
|                                                  | Джайпур                                                          | Махараджа савай                                          | Ман Сингх II                                                 | 1922 год—1948 год |                                     |  |
|                                                  | Джанджира                                                        | Наваб                                                    | Мохаммад-Хан II                                              | 1922 год—1947 год |                                     |  |
|                                                  | Джайсалмер                                                       | Махаравал                                                | Джавахир Сингх                                               | 1914 год—1947 год |                                     |  |
|                                                  | Джалавад (Дрангадхра)                                            | Махараджа                                                | Ганшьямсинхджи Аджитсинхджи                                  | 1918 год—1942 год |                                     |  |
|                                                  | Джамму и Кашмир                                                  | Махараджа                                                | Хари Сингх                                                   | 1925 год—1947 год |                                     |  |
|                                                  | Джаора                                                           | Наваб                                                    | Мухаммад Ифтихар Али                                         | 1895 год—1947 год |                                     |  |
|                                                  | Дженкантал                                                       | Махараджа                                                | Шанкар Пратап Сингх Дев Махендра                             | 1918 год—1948 год |                                     |  |
|                                                  | Джинд                                                            | Махараджа                                                | Ранбир Сингх                                                 | 1911 год—1947 год |                                     |  |
|                                                  | Джхабуа                                                          | Раджа                                                    | Удай Сингх                                                   | 1895 год—1942 год |                                     |  |
|                                                  | Джунагадх                                                        | Наваб                                                    | Мохаммад Махабат Ханджи III                                  | 1911 год—1947 год |                                     |  |
|                                                  | Джхалавар                                                        | Махараджа                                                | Раджендра Сингх                                              | 1929 год—1943 год |                                     |  |
|                                                  | Дир                                                              | Наваб                                                    | Мохаммад Шах Джахан Хан                                      | 1925 год—1960 год |                                     |  |
|                                                  | Дхолпур                                                          | Махараджа рана                                           | Удайбхану Сингх                                              | 1911 год—1947 год |                                     |  |
|                                                  | Дунгарпур                                                        | Махараджа                                                | Лакшман Сингх                                                | 1918 год—1947 год |                                     |  |
|                                                  | Дхар                                                             | Раджа                                                    | Ананд Радж IV Павар                                          | 1926 год—1947 год |                                     |  |
|                                                  | Идар                                                             | Махараджа                                                | Химмат Сингх                                                 | 1931 год—1948 год |                                     |  |
|                                                  | Индаур                                                           | Махараджа                                                | Яшвант Рао Холкар II                                         | 1926 год—1948 год |                                     |  |
|                                                  | Калат                                                            | Хан                                                      | Мохаммад Азам Ян Ахмад Яр                                    | 1931 год—1933 год 1933 год—1955 год                                                                                            |                                     |  |
|                                                  | Камбей                                                           | наваб                                                    | Низам ад-Даула Наджм                                         | 1915 год—1948 год |                                     |  |
|                                                  | Капуртхала                                                       | Махараджа                                                | Джагатджит Сингх                                             | 1911 год—1947 год |                                     |  |
|                                                  | Караули                                                          | Махараджа                                                | Бом Пал                                                      | 1927 год—1947 год |                                     |  |
|                                                  | Кач                                                              | Махараджа                                                | Кхенгарджи III                                               | 1875 год—1942 год |                                     |  |
|                                                  | Кишангарх                                                        | Махараджа                                                | Ягья Нарайян Сингх                                           | 1926 год—1939 год |                                     |  |
|                                                  | Колхапур                                                         | Махараджа                                                | Раджарам II                                                  | 1922 год—1940 год |                                     |  |
|                                                  | Кота                                                             | Махарао                                                  | Умед Сингх II                                                | 1889 год—1940 год |                                     |  |
|                                                  | Кочин                                                            | Махараджа                                                | Рама Варма XVII                                              | 1932 год—1941 год |                                     |  |
|                                                  | Куч-Бихар                                                        | Махараджа                                                | Джагаддипендра Нарайян                                       | 1922 год—1949 год |                                     |  |
|                                                  | Лас Бела                                                         | Хан                                                      | Гулям Мухаммад                                               | 1921 год—1937 год |                                     |  |
|                                                  | Лохару                                                           | Наваб                                                    | Амин-уд-Дин Ахмад-Хан II                                     | 1926 год—1947 год |                                     |  |
|                                                  | Лунавада                                                         | рана                                                     | Вирбхандра Сингх                                             | 1929 год—1947 год |                                     |  |
|                                                  | Майсур                                                           | Махараджа                                                | Кришнараджа Водеяр IV                                        | 1894 год—1940 год |                                     |  |
|                                                  | Макран                                                           | Наваб                                                    | Азам Джан Балох                                              | 1922 год—1948 год |                                     |  |
|                                                  | Малеркотла                                                       | Наваб                                                    | Ахмад Али Хан                                                | 1908 год—1947 год |                                     |  |
|                                                  | Манди                                                            | Раджа                                                    | Джогиндер Сен                                                | 1913 год—1948 год |                                     |  |
|                                                  | Манипур                                                          | Махараджа                                                | Чурачандра Сингх                                             | 1918 год—1941 год |                                     |  |
|                                                  | Марвар (Джодхпур)                                                | махараджа                                                | Умайд Сингх                                                  | 1918 год—1947 год |                                     |  |
|                                                  | Мевар (Удайпур)                                                  | Махарана                                                 | Бхупал Сингх                                                 | 1930 год—1948 год |                                     |  |
|                                                  | Морви                                                            | Тхакур сахиб махараджа                                   | Лахдирджи Вагджи                                             | 1926 год—1947 год |                                     |  |
|                                                  | Мудхол                                                           | Раджа                                                    | Малоджирао IV Радж Горпаде                                   | 1900 год—1937 год |                                     |  |
|                                                  | Набха                                                            | Махараджа                                                | Пратап Сингх                                                 | 1928 год—1947 год |                                     |  |
|                                                  | Наванагар                                                        | Джам сахеб                                               | Ранджитсинхджи Вибхаджи II Дигвиджайсинхджи Ранджитсинхджи   | 1907 год—1933 год 1933 год—1947 год                                                                                            |                                     |  |
|                                                  | Нарсингхгарх                                                     | Раджа                                                    | Викрам Сингх                                                 | 1924 год—1947 год |                                     |  |
|                                                  | Орчха                                                            | Махараджа                                                | Вир Сингх II                                                 | 1930 год—1950 год |                                     |  |
|                                                  | Паланпур                                                         | Наваб-сахиб                                              | Талей Мухаммад Хан                                           | 1918 год—1947 год |                                     |  |
|                                                  | Панна                                                            | Махараджа                                                | Ядвендра Сингх Джудео                                        | 1902 год—1947 год |                                     |  |
|                                                  | Патиала                                                          | Махараджа                                                | Бхупиндер Сингх                                              | 1900 год—1938 год |                                     |  |
|                                                  | Порбандар                                                        | Махараджа сахиб                                          | Натварсинхджи Бхавсинхджи                                    | 1918 год—1948 год |                                     |  |
|                                                  | Пратабгарх                                                       | Махарават                                                | Рам Сингх                                                    | 1929 год—1947 год |                                     |  |
|                                                  | Пудуккоттай                                                      | Раджа                                                    | Раджагопала Тондайман                                        | 1928 год—1948 год |                                     |  |
|                                                  | Раджгарх                                                         | Раджа                                                    | Бирендра Сингх                                               | 1916 год—1936 год |                                     |  |
|                                                  | Раджпипла                                                        | Махарана                                                 | Виджайсинхджи                                                | 1915 год—1948 год |                                     |  |
|                                                  | Радханпуа                                                        | Наваб                                                    | Мохаммад Джалал ад-Дин Хан                                   | 1910 год—1936 год |                                     |  |
|                                                  | Рампур                                                           | наваб                                                    | Раза Али Хан                                                 | 1930 год—1949 год |                                     |  |
|                                                  | Ратлам                                                           | Махараджа                                                | Саджан Сингх                                                 | 1921 год—1947 год |                                     |  |
|                                                  | Рева                                                             | Махараджа                                                | Гулаб Сингх Джу Део                                          | 1918 год—1946 год |                                     |  |
|                                                  | Савантвади                                                       | Раджа                                                    | Кхем Савант V Бхонсле                                        | 1913 год—1937 год |                                     |  |
|                                                  | Саилана                                                          | Раджа                                                    | Дилип Сингх                                                  | 1919 год—1948 год |                                     |  |
|                                                  | Самтхар                                                          | Махараджа                                                | Бир Сингх                                                    | 1896 год—1935 год |                                     |  |
|                                                  | Сангли                                                           | Раджа                                                    | Чинтаман Рао II Дхунди                                       | 1932 год—1948 год |                                     |  |
|                                                  | Сват                                                             | Вали                                                     | Мьянгул Абдул Вадуд                                          | 1918 год—1947 год |                                     |  |
|                                                  | Сирмур                                                           | Махараджа                                                | Амар Пракаш Раджендра Пракаш                                 | 1911 год—1933 год 1933 год—1948 год                                                                                            |                                     |  |
|                                                  | Сирохи                                                           | Махарао                                                  | Сапур Рам Сингх                                              | 1920 год—1946 год |                                     |  |
|                                                  | Ситамау                                                          | Раджа                                                    | Радж Рам Сингх II                                            | 1900 год—1947 год |                                     |  |
|                                                  | Сонепур                                                          | Махараджа                                                | Митродайя Сингх Део                                          | 1902 год—1937 год |                                     |  |
|                                                  | Сукет                                                            | Раджа                                                    | Лакшман Сен                                                  | 1919 год—1947 год |                                     |  |
|                                                  | Тонк                                                             | Наваб                                                    | Мухаммад Саадат Али-хан                                      | 1930 год—1947 год |                                     |  |
|                                                  | Траванкор                                                        | Махараджа                                                | Читхира Тхирунал Баларама Варма II                           | 1924 год—1949 год |                                     |  |
|                                                  | Трипура                                                          | Махааджа                                                 | Бикрама Кишор Маникья                                        | 1923 год—1947 год |                                     |  |
|                                                  | Фаридкот                                                         | Махараджа                                                | Хариндер Сингх                                               | 1918 год—1947 год |                                     |  |
|                                                  | Хаирпур                                                          | Мир                                                      | Али Наваз Хан Талпур                                         | 1921 год—1935 год |                                     |  |
|                                                  | Хайдарабад                                                       | Низам                                                    | Асаф Джах VII                                                | 1911 год—1948 год |                                     |  |
|                                                  | Харан                                                            | Мир                                                      | Хабибулла                                                    | 1911 год—1948 год |                                     |  |
|                                                  | Хиндол                                                           | раджа                                                    | Наба Кишор Чандра                                            | 1906 год—1948 год |                                     |  |
|                                                  | Хунза                                                            | мир                                                      | Мохаммад Назим Хан                                           | 1892 год—1938 год |                                     |  |
|                                                  | Чамба                                                            | Раджа                                                    | Рам Сингх                                                    | 1919 год—1935 год |                                     |  |
|                                                  | Чаркхари                                                         | Махараджа                                                | Аримардан Сингх                                              | 1920 год—1941 год |                                     |  |
|                                                  | Читрал                                                           | мехтар                                                   | Шуджа уль-Мульк                                              | 1895 год—1936 год |                                     |  |
|                                                  | Чхатарпур                                                        | Махараджа                                                | Бхавани Сингх                                                | 1932 год—1947 год |                                     |  |
|                                                  | Шахпура                                                          | Раджа                                                    | Умайд Сингх II                                               | 1932 год—1947 год |                                     |  |
|                                                  | Бруней (протекторат Великобритании)                              | Бруней (протекторат Великобритании)                      | Султан                                                       | Ахмад Таджуддин | 1924 год—1950 год                   |  |
|                                                  | Бутан                                                            | Бутан                                                    | Король                                                       | Джигме Вангчук | 1926 год—1952 год                   |  |
|                                                  | Вьетнам (протекторат Франции Аннам)                              | Вьетнам (протекторат Франции Аннам)                      | Император                                                    | Бао-дай-де | 1925 год—1945 год                   |  |
|                                                  | Индонезийские султанаты                                          |                                                          |                                                              | |                                     |  |
|                                                  |                                                                  |                                                          |                                                              | |                                     |  |
|                                                  | Бачан (протекторат Нидерландов)                                  | Султан                                                   | Мухаммад Усман                                               | 1900 год—1935 год |                                     |  |
|                                                  | Дели (протекторат Нидерландов)                                   | Султан                                                   | Амалуддин аль-Сани Перкаша Алам Шах                          | 1924 год—1945 год |                                     |  |
|                                                  | Джокьякарта (протекторат Нидерландов)                            | Султан                                                   | Хаменгкубувоно VIII                                          | 1921 год—1939 год |                                     |  |
|                                                  | Мангкунегаран (протекторат Нидерландов)                          | султан                                                   | Мангкунегара VII                                             | 1916 год—1944 год |                                     |  |
|                                                  | Понтианак (протекторат Нидерландов)                              | Султан                                                   | Мухаммад Алькадри                                            | 1895 год—1944 год |                                     |  |
|                                                  | Саравак (протекторат Великобритании)                             | Раджа                                                    | Чарльз Вайнер Брук                                           | 1917 год—1946 год |                                     |  |
|                                                  | Сиак (протекторат Нидерландов)                                   | Султан                                                   | Зияриф Касим II                                              | 1915 год—1949 год |                                     |  |
|                                                  | Суракарта (протекторат Нидерландов)                              | Сусухунан                                                | Пакубовоно X                                                 | 1893 год—1939 год |                                     |  |
|                                                  | Ирак                                                             | Ирак                                                     | Король                                                       | Фейсал I Гази I | 1921 год—1933 год 1933 год—1939 год |  |
| Премьер-министр                                  | Ирак                                                             | Ирак                                                     | Наджи Шаукат Рашид Али аль-Гайлани Джамиль аль-Мидфаи        | 1932 год—1933 год (1933 год, 1940 год—1941 год, 1941 год) (1933 год—1934 год, 1935 год, 1937 год—1938 год, 1941 год, 1953 год) |                                     |  |
|                                                  | Иран                                                             | Иран                                                     | Шах                                                          | Реза Пехлеви | 1925 год—1941 год                   |  |
| Премьер-министр                                  | Иран                                                             | Иран                                                     | Мехти Кули-хан Хедаят Мохаммед Али Форуги                    | 1927 год—1933 год (1925 год—1926 год, 1933 год—1935 год, 1941 год—1942 год)                                                    |                                     |  |
|                                                  | Йеменское королевство                                            | Йеменское королевство                                    | Король                                                       | Яхья бин Мухаммед Хамид-ад-Дин                                                                                                 | 1918 год—1948 год                   |  |
|                                                  | Йеменские султанаты и шейхства (протекторат Великобритании Аден) |                                                          |                                                              | |                                     |  |
|                                                  |                                                                  | Алави                                                    | Шейх                                                         | Мухсин ибн Али аль-Алави | 1925 год—1940 год                   |  |
|                                                  | Акраби                                                           | Шейх                                                     | Аль-Фадль ибн Абдалла аль-Акраби                             | 1905 год—1940 год |                                     |  |
|                                                  | Аудхали                                                          | султан                                                   | Салих ибн Аль-Хусейн                                         | 1928 год—1967 год |                                     |  |
|                                                  | Верхний Аулаки                                                   | Султан                                                   | Салих ибн Абдалла                                            | 1887 год—1935 год |                                     |  |
|                                                  | Верхняя Яфа                                                      | Султан                                                   | Умар IV бин Салих аль-Хархара                                | 1927 год—1948 год |                                     |  |
|                                                  | Дали                                                             | Эмир                                                     | Насир I бин Шаиф аль-Амири                                   | 1928 год—1947 год |                                     |  |
|                                                  | Касири                                                           | Султан                                                   | Али ибн аль-Мансур                                           | 1929 год—1938 год |                                     |  |
|                                                  | Куайти                                                           | Султан                                                   | Умар ибн Авад аль-Куайти                                     | 1922 год—1936 год |                                     |  |
|                                                  | Лахедж                                                           | Султан                                                   | Абд аль-Карим II ибн Фадл                                    | 1915 год—1947 год |                                     |  |
|                                                  | Мафлахи                                                          | Шейх                                                     | Аль-Касим ибн Абд аль-Рахман                                 | 1920 год—1967 год |                                     |  |
|                                                  | Нижний Аулаки                                                    | Султан                                                   | Айдарус ибн Али аль-Аулаки                                   | 1930 год—1947 год |                                     |  |
|                                                  | Нижняя Яфа                                                       | Cултан                                                   | Айдарус ибн Мухсин аль-Афифи                                 | 1925 год—1958 год |                                     |  |
|                                                  | Фадли                                                            | Cултан                                                   | Фадл II бин Хусайн аль-Фадли Абд аль-Карим аль-Фадли         | 1929 год—1933 год 1933 год—1936 год                                                                                            |                                     |  |
|                                                  | Шаиб                                                             | Шейх                                                     | Мутаххар ибн Мани аль-Саклади                                | 1915 год—1935 год |                                     |  |
|                                                  | Камбоджа (протекторат Франции)                                   | Камбоджа (протекторат Франции)                           | Король                                                       | Сисоват Монивонг | 1927 год—1941 год                   |  |
|                                                  | Катар (протекторат Великобритании) (протекторат Франции)         | Катар (протекторат Великобритании) (протекторат Франции) | Эмир                                                         | Абдаллах бин Джасим Аль Тани                                                                                                   | 1913 год—1949 год                   |  |
|                                                  | Китайская Республика                                             | Китайская Республика                                     | Председатель национального правительства                     | Линь Сэнь | 1931 год—1943 год                   |  |
| Председатель Исполнительного Юаня                | Китайская Республика                                             | Китайская Республика                                     | Ван Цзинвэй                                                  | 1932 год—1935 год |                                     |  |
|                                                  | Китайская Советская Республика                                   | Китайская Советская Республика                           | Председатель ЦИК                                             | Мао Цзэдун | 1931 год—1937 год                   |  |
| Генеральный секретарь ЦК Коммунистической партии | Китайская Советская Республика                                   | Китайская Советская Республика                           | Бо Гу                                                        | 1931 год—1935 год |                                     |  |
| Председатель Совета народных комиссаров          | Китайская Советская Республика                                   | Китайская Советская Республика                           | Мао Цзэдун                                                   | 1931 год—1934 год |                                     |  |
|                                                  | Кувейт (протекторат Великобритании)                              | Кувейт (протекторат Великобритании)                      | Шейх                                                         | Ахмед аль-Джабер ас-Сабах (Ахмед I)                                                                                            | 1921 год—1950 год                   |  |
|                                                  | Ливан (протекторат Франции)                                      | Ливан (протекторат Франции)                              | Президент                                                    | Шарль Деббас | 1926 год—1934 год                   |  |
| Премьер-министр                                  | Ливан (протекторат Франции)                                      | Ливан (протекторат Франции)                              | Шарль Деббас                                                 | 1932 год—1934 год |                                     |  |
|                                                  | Луангпхабанг (протекторат Франции)                               | Луангпхабанг (протекторат Франции)                       | Король                                                       | Сисаванг Вонг | 1904 год—1945 год                   |  |
|                                                  | Малайские султанаты                                              |                                                          |                                                              | |                                     |  |
|                                                  |                                                                  | Джохор                                                   | Султан                                                       | Ибрагим аль Масихур | 1895 год—1957 год                   |  |
|                                                  | Кедах (протекторат Великобритании)                               | Cултан                                                   | Абдул Хамид Халим                                            | 1881 год—1943 год |                                     |  |
|                                                  | Келантан (протекторат Великобритании)                            | Султан                                                   | Исмаил ибн Альмархум                                         | 1920 год—1944 год |                                     |  |
|                                                  | Негери-Сембилан (протекторат Великобритании)                     | Ямтуан бесар                                             | Мухаммад Абдул Рахман                                        | 1888 год—1933 год 1933 год—1960 год                                                                                            |                                     |  |
|                                                  | Паханг (протекторат Великобритании)                              | Султан                                                   | Абу Бакар Риайат ад-дин Муаззам-шах                          | 1932 год—1974 год |                                     |  |
|                                                  | Перак (протекторат Великобритании)                               | Султан                                                   | Искандар-шах                                                 | 1918 год—1938 год |                                     |  |
|                                                  | Перлис (протекторат Великобритании)                              | Раджа                                                    | Алва                                                         | 1905 год—1943 год |                                     |  |
|                                                  | Селангор (протекторат Великобритании)                            | Султан                                                   | Алааддин Сулейман                                            | 1898 год—1938 год |                                     |  |
|                                                  | Тренгану (протекторат Великобритании)                            | Султан                                                   | Сулайман Бадрул Алам Шах                                     | 1920 год—1942 год |                                     |  |
|                                                  | Мальдивы (протекторат Великобритании)                            | Мальдивы (протекторат Великобритании)                    | султан                                                       | Мухаммад Шамсуддин III | 1893 год, 1902 год—1934 год         |  |
|                                                  | Маньчжоу-Го                                                      | Маньчжоу-Го                                              | Верховный правитель                                          | Пу И | 1932 год—1934 год                   |  |
| Премьер-министр                                  | Маньчжоу-Го                                                      | Маньчжоу-Го                                              | Чжэн Сяосюй                                                  | 1932 год—1935 год |                                     |  |
|                                                  | Монгольская Народная Республика                                  | Монгольская Народная Республика                          | Председатель ЦК Монгольской народной партии                  | Жамбын Лхумбэ Доржжавын Лувсаншарав                                                                                            | 1932 год—1933 год 1933 год—1934 год |  |
| Председатель Великого Государственного Хурала    | Монгольская Народная Республика                                  | Монгольская Народная Республика                          | Анандын Амар                                                 | 1932 год—1936 год |                                     |  |
| Премьер-министр                                  | Монгольская Народная Республика                                  | Монгольская Народная Республика                          | Пэлжидийн Гэндэн                                             | 1932 год—1936 год |                                     |  |
|                                                  | Непал                                                            | Непал                                                    | Король                                                       | Трибхуван | 1911 год—1955 год                   |  |
| Премьер-министр                                  | Непал                                                            | Непал                                                    | Джуддха Шамшер Рана                                          | 1932 год—1945 год |                                     |  |
|                                                  | Оман (протекторат Великобритании)                                | Оман (протекторат Великобритании)                        | Султан                                                       | Саид бин Таймур | 1932 год—1970 год                   |  |
|                                                  | Саудовская Аравия                                                | Саудовская Аравия                                        | Король                                                       | Абдул-Азиз Аль Сауд | 1932 год—1953 год                   |  |
|                                                  | Сиам (Раттанакосин)                                              | Сиам (Раттанакосин)                                      | Король                                                       | Рама VII (Прачадипок) | 1925 год—1935 год                   |  |
| Премьер-министр                                  | Сиам (Раттанакосин)                                              | Сиам (Раттанакосин)                                      | Манопхакон Нититхада Пхахон Пхаюхасена                       | 1932 год—1933 год 1933 год—1938 год                                                                                            |                                     |  |
|                                                  | Сикким (протекторат Великобритании)                              | Сикким (протекторат Великобритании)                      | Чогьял                                                       | Таши Намгьял | 1914 год—1963 год                   |  |
|                                                  | Сирия (протекторат Франции)                                      | Сирия (протекторат Франции)                              | Президент                                                    | Мухаммед Али Бей Аль-Абид | 1932 год—1936 год                   |  |
| Премьер-министр                                  | Сирия (протекторат Франции)                                      | Сирия (протекторат Франции)                              | Хакки аль-Азм                                                | 1932 год—1934 год |                                     |  |
|                                                  | Тибет                                                            | Тибет                                                    | далай-лама                                                   | Тхуптэн Гьяцо (Далай-лама XIII)                                                                                                | 1879 год—1933 год                   |  |
|                                                  | Трансиордания (протекторат Великобритании)                       | Трансиордания (протекторат Великобритании)               | Эмир                                                         | Абдалла ибн Хусейн | 1921 год—1946 год                   |  |
| Премьер-министр                                  | Трансиордания (протекторат Великобритании)                       | Трансиордания (протекторат Великобритании)               | Абдалла Саррадж Ибрахим Хашим                                | 1931 год—1933 год (1933 год—1938 год, 1945 год—1946 год, 1946 год—1947 год, 1956 год, 1957 год—1958 год)                       |                                     |  |
|                                                  | Тувинская Народная Республика                                    | Тувинская Народная Республика                            | Генеральный секретарь Тувинской народно-революционной партии | Салчак Тока | 1932 год—1944 год                   |  |
| Председатель президиума Малого Хурала            | Тувинская Народная Республика                                    | Тувинская Народная Республика                            | Чулдум Лопсакови                                             | 1929 год—1936 год |                                     |  |
| Председатель Совета министров                    | Тувинская Народная Республика                                    | Тувинская Народная Республика                            | Адыг-Тюлюш Хемчик-оол                                        | 1929 год—1936 год |                                     |  |
|                                                  | Турция                                                           | Турция                                                   | Президент                                                    | Мустафа Кемаль | 1923 год—1938 год                   |  |
| Премьер-министр                                  | Турция                                                           | Турция                                                   | Исмет Инёню                                                  | 1923 год—1924 год, 1925 год—1937 год, 1961 год—1965 год                                                                        |                                     |  |
|                                                  | Япония                                                           | Япония                                                   | Император                                                    | Хирохито (император Сёва) | 1926 год—1989 год                   |  |
| Премьер-министр                                  | Япония                                                           | Япония                                                   | Макото Сайто                                                 | 1932 год—1934 год |                                     |  |

## Африка
| Флаг               | Страна                                 | Страна                                 | Должность                            | Имя                                           | Начало и конец срока                 | Фото |
| ------------------ | -------------------------------------- | -------------------------------------- | ------------------------------------ | --------------------------------------------- | ------------------------------------ | ---- |
|                    | Аусса                                  | Аусса                                  | султан                               | Мухаммад Яйо                                  | 1927 год—1936 год                    |      |
|                    | Буганда (протекторат Великобритании)   | Буганда (протекторат Великобритании)   | кабака                               | Дауди Чва II                                  | 1897 год—1939 год                    |      |
|                    | Бурунди (протекторат Бельгии)          | Бурунди (протекторат Бельгии)          | Мвами (король)                       | Мвамбутса IV                                  | 1915 год—1966 год                    |      |
|                    | Египет                                 | Египет                                 | Король                               | Фуад I                                        | 1922 год—1936 год                    |      |
| Премьер-министр    | Египет                                 | Египет                                 | Исмаил Сидки Абдель Фаттах Яхья-паша | 1930 год—1933 год, 1946 год 1933 год—1934 год |                                      |      |
|                    | Занзибар (протекторат Великобритании)  | Занзибар (протекторат Великобритании)  | Султан                               | Халифа ибн Харуб                              | 1911 год—1960 год                    |      |
|                    | Либерия                                | Либерия                                | Президент                            | Эдвин Джеймс Баркли                           | 1930 год—1944 год                    |      |
|                    | Марокко (протекторат Франции)          | Марокко (протекторат Франции)          | Султан                               | Мухаммед V                                    | 1927 год—1953 год, 1955 год—1957 год |      |
|                    | Руанда (протекторат Бельгии)           | Руанда (протекторат Бельгии)           | мвами                                | Мутара III                                    | 1931 год—1959 год                    |      |
|                    | Салум (протекторат Франции)            | Салум (протекторат Франции)            | маад                                 | Маава Сему Диуф                               | 1919 год—1935 год                    |      |
|                    | Свазиленд (протекторат Великобритании) | Свазиленд (протекторат Великобритании) | нгвеньяма (король)                   | Собуза II                                     | 1899 год—1982 год                    |      |
|                    | Тунис (протекторат Франции)            | Тунис (протекторат Франции)            | Бей                                  | Ахмад II ибн Али                              | 1929 год—1942 год                    |      |
|                    | Эфиопия                                | Эфиопия                                | Император                            | Хайле Селассие                                | 1930 год—1936 год, 1941 год—1974 год |      |
| Премьер-министр    | Эфиопия                                | Эфиопия                                | Тэфэри Мэконнын (Хайле Селассие)     | 1927 год—1936 год                             |                                      |      |
|                    | Южно-Африканский Союз                  | Южно-Африканский Союз                  | Король                               | Георг VI                                      | 1910 год—1936 год                    |      |
| Генерал-губернатор | Южно-Африканский Союз                  | Южно-Африканский Союз                  | Джордж Вильерс                       | 1931 год—1937 год                             |                                      |      |
| Премьер-министр    | Южно-Африканский Союз                  | Южно-Африканский Союз                  | Джеймс Барри Герцог                  | 1924 год—1939 год                             |                                      |      |

## Европа
| Флаг                                    | Страна                                                     | Страна                                                     | Должность                                                                       | Имя | Начало и конец срока | Фото |
| --------------------------------------- | ---------------------------------------------------------- | ---------------------------------------------------------- | ------------------------------------------------------------------------------- | --- | --- | ---- |
| Флаг Австрии                            | Австрия                                                    | Австрия                                                    | Федеральный президент                                                           | Вильгельм Миклас | 1928 год—1938 год |      |
| Флаг Австрии                            | Австрия                                                    | Австрия                                                    | Федеральный канцлер                                                             | Энгельберт Дольфус | 1932 год—1934 год |      |
|                                         | Албания                                                    | Албания                                                    | Король                                                                          | Зогу I Скандербег III | 1928 год—1939 год |      |
| Премьер-министр                         | Албания                                                    | Албания                                                    | Пандели Эвангьели                                                               | 1921 год, 1930 год—1935 год | |      |
| Флаг Андорры                            | Андорра                                                    | Андорра                                                    | Соправители                                                                     | Альбер Лебрен, Президент Франции | 1932 год—1940 год |      |
| Флаг Андорры                            | Андорра                                                    | Андорра                                                    | Соправители                                                                     | Хусти Гвитарт-и-Вилардево, Епископ Урхельский | 1920 год—1940 год |      |
| Флаг Бельгии                            | Бельгия                                                    | Бельгия                                                    | Король                                                                          | Альберт I | 1909 год—1934 год |      |
| Флаг Бельгии                            | Бельгия                                                    | Бельгия                                                    | Премьер-министр                                                                 | Шарль де Броквиль | 1911 год—1918 год, 1932 год—1934 год                                                                                          |      |
|                                         | Болгария                                                   | Болгария                                                   | Царь                                                                            | Борис III | 1918 год—1943 год |      |
| Премьер-министр                         | Болгария                                                   | Болгария                                                   | Никола Мушанов                                                                  | 1931 год—1934 год | |      |
|                                         | Ватикан                                                    | Ватикан                                                    | Папа                                                                            | Пий XI | 1922 год—1939 год |      |
| Государственный секретарь               | Ватикан                                                    | Ватикан                                                    | кардинал Эудженио Пачелли                                                       | 1930 год—1939 год | |      |
|                                         | Великобритания и Ирландия                                  | Великобритания и Ирландия                                  | Король                                                                          | Георг V | 1910 год—1936 год |      |
| Премьер-министр                         | Великобритания и Ирландия                                  | Великобритания и Ирландия                                  | Джеймс Рамсей Макдональд                                                        | 1924 год, 1929 год—1935 год | |      |
|                                         | Венгрия                                                    | Венгрия                                                    | Регент                                                                          | Миклош Хорти | 1920 год—1944 год |      |
| Премьер-министр                         | Венгрия                                                    | Венгрия                                                    | Дьюла Гёмбёш                                                                    | 1932 год—1936 год | |      |
|                                         | Германский рейх                                            | Германский рейх                                            | Рейхспрезидент                                                                  | Пауль фон Гинденбург | 1925 год—1934 год |      |
| Рейхсканцлер                            | Германский рейх                                            | Германский рейх                                            | Курт фон Шлейхер Адольф Гитлер                                                  | 1932 год—1933 год 1933 год—1945 год | |      |
|                                         | Греция                                                     | Греция                                                     | Президент                                                                       | Александрос Заимис | 1929 год—1935 год |      |
| Премьер-министр                         | Греция                                                     | Греция                                                     | Панагис Цалдарис Элефтериос Венизелос Александрос Отонеос                       | (1932 год—1933 год, 1933 год—1935 год) (1910 год—1915 год, 1915 год, 1917 год—1920 год, 1924 год, 1928 год—1932 год, 1932 год, 1933 год) 1933 год | |      |
| Флаг Дании                              | Дания                                                      | Дания                                                      | Король                                                                          | Кристиан X | 1912 год—1947 год |      |
| Флаг Дании                              | Дания                                                      | Дания                                                      | Премьер-министр                                                                 | Торвальд Стаунинг | 1924 год—1926 год, 1929 год—1942 год                                                                                          |      |
|                                         | Ирландское Свободное государство (доминион Великобритании) | Ирландское Свободное государство (доминион Великобритании) | Король                                                                          | Георг V | 1922 год—1936 год |      |
| Генерал-губернатор                      | Ирландское Свободное государство (доминион Великобритании) | Ирландское Свободное государство (доминион Великобритании) | Донал Бакли                                                                     | 1932 год—1936 год | |      |
| Председатель исполнительного совета     | Ирландское Свободное государство (доминион Великобритании) | Ирландское Свободное государство (доминион Великобритании) | Имон де Валера                                                                  | 1932 год—1937 год | |      |
|                                         | Исландия                                                   | Исландия                                                   | Король                                                                          | Кристиан X | 1918 год—1944 год |      |
| Премьер-министр                         | Исландия                                                   | Исландия                                                   | Аусгейр Аусгейрссон                                                             | 1932 год—1934 год | |      |
|                                         | Испания                                                    | Испания                                                    | Президент                                                                       | Нисето Алькала Самора-и-Торрес | 1931 год—1936 год |      |
| Премьер-министр                         | Испания                                                    | Испания                                                    | Мануэль Асанья Алехандро Леррус Диего Мартинес Баррио                           | (1931 год—1933 год, 1936 год) (1933 год, 1933 год—1934 год, 1934 год—1935 год) (1933 год, 1936 год)                                               | |      |
|                                         | Италия                                                     | Италия                                                     | Король                                                                          | Виктор Эммануил III | 1900 год—1946 год |      |
| Премьер-министр                         | Италия                                                     | Италия                                                     | Бенито Муссолини                                                                | 1922 год—1943 год | |      |
|                                         | Латвия                                                     | Латвия                                                     | Президент                                                                       | Альберт Квиесис | 1930 год—1936 год |      |
| Премьер-министр                         | Латвия                                                     | Латвия                                                     | Маргерс Скуениекс Адолфс Блёдниекс                                              | (1926 год—1928 год, 1931 год—1933 год) 1933 год—1934 год                                                                                          | |      |
|                                         | Литва                                                      | Литва                                                      | Президент                                                                       | Антанас Сметона | 1926 год—1940 год |      |
| Премьер-министр                         | Литва                                                      | Литва                                                      | Юозас Тубялис                                                                   | 1929 год—1938 год | |      |
|                                         | Лихтенштейн                                                | Лихтенштейн                                                | Князь                                                                           | Франц I | 1929 год—1938 год |      |
| Премьер-министр                         | Лихтенштейн                                                | Лихтенштейн                                                | Йозеф Хооп                                                                      | 1928 год—1945 год | |      |
| Флаг Люксембурга                        | Люксембург                                                 | Люксембург                                                 | Великая герцогиня                                                               | Шарлотта | 1919 год—1964 год |      |
| Флаг Люксембурга                        | Люксембург                                                 | Люксембург                                                 | Премьер-министр                                                                 | Жозеф Беш | 1926 год—1937 год, 1953 год—1958 год                                                                                          |      |
| Флаг Монако                             | Монако                                                     | Монако                                                     | Князь                                                                           | Луи II | 1922 год—1949 год |      |
| Флаг Монако                             | Монако                                                     | Монако                                                     | Премьер-министр                                                                 | Морис Булло-Лафонт | 1932 год—1937 год |      |
| Флаг Нидерландов                        | Нидерланды                                                 | Нидерланды                                                 | Королева                                                                        | Вильгельмина | 1890 год—1948 год |      |
| Флаг Нидерландов                        | Нидерланды                                                 | Нидерланды                                                 | Премьер-министр                                                                 | Шарль Рёйс де Беренбрук Хендрик Колейн | (1918 год—1925 год, 1929 год—1933 год) (1925 год—1926 год, 1933 год—1939 год)                                                 |      |
| Флаг Норвегии                           | Норвегия                                                   | Норвегия                                                   | Король                                                                          | Хокон VII | 1905 год—1957 год |      |
| Флаг Норвегии                           | Норвегия                                                   | Норвегия                                                   | Премьер-министр                                                                 | Йенс Хундсейд Йохан Лудвиг Мовинкель | 1932 год—1933 год (1924 год—1926 год, 1928 год—1931 год, 1933 год—1935 год)                                                   |      |
| Флаг Польши                             | Польша                                                     | Польша                                                     | Президент                                                                       | Игнаций Мосцицкий | 1926 год—1939 год |      |
| Флаг Польши                             | Польша                                                     | Польша                                                     | Премьер-министр                                                                 | Александр Пристор Януш Енджеевич | 1931 год—1933 год 1933 год—1934 год                                                                                           |      |
|                                         | Португалия                                                 | Португалия                                                 | Президент                                                                       | Ошкар Кармона | 1926 год—1951 год |      |
| Премьер-министр                         | Португалия                                                 | Португалия                                                 | Антониу ди Салазар                                                              | 1932 год—1968 год | |      |
|                                         | Румыния                                                    | Румыния                                                    | Король                                                                          | Кароль II | 1930 год—1940 год |      |
| Премьер-министр                         | Румыния                                                    | Румыния                                                    | Юлиу Маниу Александру Вайда-Воевод Ион Георге Дука Константин Анджелеску(и. о.) | (1928 год—1930 год, 1930 год, 1932 год—1933 год, 1944 год) (1919 год—1920 год, 1932 год, 1933 год) 1933 год 1933 год—1934 год                     | |      |
| Флаг Сан-Марино                         | Сан-Марино                                                 | Сан-Марино                                                 | Капитаны-регенты                                                                | Джино Гоци и Руджерро Морри Франческо Морри и Сеттимио Беллуцци Карло Бальсимелли и Мелькьорре Филиппи                                            | 1932 год—1933 год 1933 год 1933 год—1934 год                                                                                  |      |
|                                         | Союз Советских Социалистических Республик                  | Союз Советских Социалистических Республик                  | Генеральный секретарь ЦК ВКП(б)                                                 | Иосиф Сталин | 1925 год—1952 год |      |
| Председатели ВЦИК                       | Союз Советских Социалистических Республик                  | Союз Советских Социалистических Республик                  | Михаил Калинин (от РСФСР)                                                       | 1922 год—1938 год | |      |
| Председатели ВЦИК                       | Союз Советских Социалистических Республик                  | Союз Советских Социалистических Республик                  | Григорий Петровский (от Украинской ССР)                                         | 1922 год—1938 год | |      |
| Председатели ВЦИК                       | Союз Советских Социалистических Республик                  | Союз Советских Социалистических Республик                  | Александр Червяков (от Белорусской ССР)                                         | 1922 год—1937 год | |      |
| Председатели ВЦИК                       | Союз Советских Социалистических Республик                  | Союз Советских Социалистических Республик                  | Газанфар Мусабеков (от Закавказской СФСР)                                       | 1925 год—1938 год | |      |
| Председатели ВЦИК                       | Союз Советских Социалистических Республик                  | Союз Советских Социалистических Республик                  | Недирбай Айтаков (от Туркменской ССР)                                           | 1925 год—1938 год | |      |
| Председатели ВЦИК                       | Союз Советских Социалистических Республик                  | Союз Советских Социалистических Республик                  | Файзулла Ходжаев (от Узбекской ССР)                                             | 1925 год—1937 год | |      |
| Председатели ВЦИК                       | Союз Советских Социалистических Республик                  | Союз Советских Социалистических Республик                  | Нусратулло Махсум (от Таджикской ССР)                                           | 1931 год—1934 год | |      |
| Председатель Совета народных комиссаров | Союз Советских Социалистических Республик                  | Союз Советских Социалистических Республик                  | Вячеслав Молотов                                                                | 1930 год—1941 год | |      |
|                                         | Финляндия                                                  | Финляндия                                                  | Президент                                                                       | Пер Эвинд Свинхувуд | 1931 год—1937 год |      |
| Премьер-министр                         | Финляндия                                                  | Финляндия                                                  | Тойво Кивимяки                                                                  | 1932 год—1936 год | |      |
|                                         | Франция                                                    | Франция                                                    | Президент                                                                       | Альбер Лебрен | 1932 год—1940 год |      |
| Премьер-министр                         | Франция                                                    | Франция                                                    | Жозеф Поль-Бонкур Эдуар Даладье Альбер Сарро Камиль Шотан                       | 1932 год—1933 год (1933 год, 1934 год, 1938 год—1940 год) (1933 год, 1936 год) (1930 год, 1933 год—1934 год, 1937 год—1938 год)                   | |      |
|                                         | Чехословакия                                               | Чехословакия                                               | Президент                                                                       | Томаш Масарик | 1918 год—1935 год |      |
| Премьер-министр                         | Чехословакия                                               | Чехословакия                                               | Ян Малипетр                                                                     | 1932 год—1935 год | |      |
| Флаг Швейцарии                          | Швейцария                                                  | Швейцария                                                  | Президент                                                                       | Эдмунд Шультес | 1917 год, 1921 год, 1928 год, 1933 год                                                                                        |      |
|                                         | Швеция                                                     | Швеция                                                     | Король                                                                          | Густав V | 1907 год—1950 год |      |
| Премьер-министр                         | Швеция                                                     | Швеция                                                     | Пер Альбин Ханссон                                                              | 1932 год—1936 год, 1936 год—1946 год | |      |
|                                         | Эстонская Республика                                       | Эстонская Республика                                       | Государственный старейшина                                                      | Константин Пятс Яан Тыниссон | (1921 год—1922 год, 1923 год—1924 год, 1931 год—1932 год, 1932 год—1933 год, 1933 год—1934 год) (1927 год—1928 год, 1933 год) |      |
|                                         | Югославия                                                  | Югославия                                                  | Король                                                                          | Александр I Карагеоргиевич | 1921 год—1934 год |      |
| Премьер-министр                         | Югославия                                                  | Югославия                                                  | Милан Сршкич                                                                    | 1932 год—1934 год | |      |

## Океания
| Флаг                | Страна                             | Должность          | Имя                     | Начало и конец срока | Фото |
| ------------------- | ---------------------------------- | ------------------ | ----------------------- | -------------------- | ---- |
|                     | Австралия                          | Король             | Георг V                 | 1910 год—1936 год    |      |
| Генерал-губернатор  | Австралия                          | Айзек Айзекс       | 1931 год—1936 год       |                      |      |
| Премьер-министр     | Австралия                          | Джозеф Лайонс      | 1932 год—1939 год       |                      |      |
| Флаг Новой Зеландии | Новая Зеландия                     | Король             | Георг V                 | 1910 год—1936 год    |      |
| Флаг Новой Зеландии | Новая Зеландия                     | Генерал-губернатор | Чарльз Батерст          | 1930 год—1935 год    |      |
| Флаг Новой Зеландии | Новая Зеландия                     | Премьер-министр    | Джордж Уильям Форбс     | 1930 год—1935 год    |      |
| Флаг Тонги          | Тонга (протекторат Великобритании) | Королева           | Салоте Тупоу III        | 1918 год—1965 год    |      |
| Флаг Тонги          | Тонга (протекторат Великобритании) | Премьер            | Вилиами Тунги Маилефихи | 1923 год—1941 год    |      |

## Северная и Центральная Америка
| Флаг                          | Страна                    | Должность                                   | Имя                                                                                    | Начало и конец срока                                              | Фото |
| ----------------------------- | ------------------------- | ------------------------------------------- | -------------------------------------------------------------------------------------- | ----------------------------------------------------------------- | ---- |
|                               | Гаити                     | Президент                                   | Стенио Жозеф Венсан                                                                    | 1930 год—1941 год                                                 |      |
| Флаг Гватемалы                | Гватемала                 | Президент                                   | Хорхе Убико                                                                            | 1931 год—1944 год                                                 |      |
| Флаг Гондураса                | Гондурас                  | Президент                                   | Висенте Мехия Колиндрес Тибурсио Кариас Андино                                         | 1929 год—1933 год (1924 год, 1933 год—1949 год)                   |      |
| Флаг Доминиканской Республики | Доминиканская Республика  | Президент                                   | Рафаэль Трухильо                                                                       | 1930 год—1938 год, 1942 год—1952 год                              |      |
|                               | Канада                    | Король                                      | Георг V                                                                                | 1910 год—1936 год                                                 |      |
| Генерал-губернатор            | Канада                    | Вир Понсонби                                | 1931 год—1935 год                                                                      |                                                                   |      |
| Премьер-министр               | Канада                    | Ричард Бэдфорд Беннетт                      | 1930 год—1935 год                                                                      |                                                                   |      |
|                               | Коста-Рика                | Президент                                   | Рикардо Хименес Ореамуно                                                               | 1910 год—1914 год, 1924 год—1928 год, 1932 год—1936 год           |      |
|                               | Куба                      | Президент                                   | Херардо Мачадо Альберто Эррера(и. о.) Карлос Мануэль де Сеспедес Рамон Грау Сан-Мартин | 1925 год—1933 год 1933 год (1933 год—1934 год, 1944 год—1948 год) |      |
|                               | Мексика                   | «Великий руководитель» (период «максимата») | Плутарко Элиас Кальес                                                                  | 1928 год—1934 год                                                 |      |
| Президент                     | Мексика                   | Паскуаль Ортис Рубио Абелардо Родригес      | 1930 год—1932 год 1932 год—1934 год                                                    |                                                                   |      |
|                               | Никарагуа                 | Президент                                   | Хосе Мария Монкада Тапиа Хуан Баутиста Сакаса                                          | 1929 год—1933 год 1933 год—1936 год                               |      |
|                               | Панама                    | Президент                                   | Армодио Ариас Мадрид                                                                   | 1932 год—1936 год                                                 |      |
| Флаг Сальвадора               | Сальвадор                 | Президент                                   | Максимилиано Эрнандес Мартинес                                                         | 1931 год—1934 год, 1935 год—1944 год                              |      |
|                               | Соединённые Штаты Америки | Президент                                   | Герберт Гувер Франклин Рузвельт \|                                                     | 1929 год—1933 год 1933 год—1945 год                               |      |

## Южная Америка
| Флаг                          | Страна    | Должность                                                                 | Имя                                          | Начало и конец срока                                                          | Фото |
| ----------------------------- | --------- | ------------------------------------------------------------------------- | -------------------------------------------- | ----------------------------------------------------------------------------- | ---- |
| Флаг Аргентины                | Аргентина | Президент                                                                 | Агустин Педро Хусто                          | 1932 год—1938 год                                                             |      |
| Флаг Боливии                  | Боливия   | Президент                                                                 | Даниэль Саламанка Урей                       | 1931 год—1934 год                                                             |      |
|                               | Бразилия  | Президент                                                                 | Жетулиу Варгас                               | 1930 год—1945 год, 1950 год—1954 год                                          |      |
|                               | Венесуэла | Президент                                                                 | Хуан Висенте Гомес                           | 1908 год—1913 год, 1922 год—1929 год, 1931 год—1935 год                       |      |
| Флаг Колумбии                 | Колумбия  | Президент                                                                 | Энрике Олайя Эррера                          | 1930 год—1934 год                                                             |      |
|                               | Парагвай  | Президент                                                                 | Эусебио Айяла                                | 1921 год—1923 год, 1932 год—1936 год                                          |      |
|                               | Перу      | Президент                                                                 | Луис Санчес Серро Оскар Бенавидес            | (1930 год—1931 год, 1931 год—1933 год) (1914 год—1915 год, 1933 год—1939 год) |      |
| Председатель Совета министров | Перу      | Хосе Матиас Мансанилья Хорхе Прадо Угартече Хосе де ла Рива Агуэро-и-Осма | 1932 год—1933 год 1933 год 1933 год—1934 год |                                                                               |      |
| Флаг Уругвая                  | Уругвай   | Президент                                                                 | Габриэль Терра                               | 1931 год—1938 год                                                             |      |
| Флаг Чили                     | Чили      | Президент                                                                 | Артуро Алессандри                            | 1920 год—1924 год, 1925 год, 1932 год—1937 год                                |      |
| Флаг Эквадора                 | Эквадор   | Президент                                                                 | Хуан де Диос Мартинес Абелардо Монтальво     | 1932 год—1933 год 1933 год—1934 год                                           |      |

## Комментарии
1. ↑  Застрелен 8 ноября 1933 года учащимся лицея «Неджат».
2. ↑  Сын Надир-Шаха.
3. ↑  Скоропостижно скончался от сердечного приступа в Швейцарии 8 сентября 1933 года.
4. ↑  Сын короля Фейсала, наследный принц с 1924 года.
5. ↑  Правительство ушло в отставку 18 марта 1933 года, столкнувшись с оппозицией в правящих кругах страны. Шаукат был отправлен послом в Турцию. Скончался в 1980 году.
6. ↑  Юрист, бывший министр юстиции. Сформировал кабинет националистического характера.
7. ↑  Ветеран борьбы за независимость Ирака, занимал губернаторские и министерские посты.
8. ↑  Правительство ушло в отставку 12 сентября 1933 года.
9. ↑  Свергнут в ходе военного переворота 20 июня 1933 года. Выслан в Британскую Малайю, где скончался в 1948 году .
10. ↑  Военный, генерал-полковник, инспектор королевской армии с 1932 года. Один из лидеров революции 1932 года. Из-за разногласий в руководстве страны, 15 июня 1933 года вышел из состава правительства и 20 июня осуществил военный переворот, заняв пост главы правительства.
11. ↑  Военный, генерал. Ушёл в отставку 28 января 1933 года, не получив поддержки рейхстага. Убит в июне 1934 года.
12. ↑  Лидер Национал-социалистической рабочей партии. В соответствии с Законом о ликвидации бедственного положения народа и государства от 23 марта 1933 года получил чрезвычайные полномочия, включая ряд законодательных функций рейхстага. К ноябрю 1933 года многопартийная парламентская система была демонтирована, в стране окончательно установилась нацистская диктатура.
13. ↑  Ушёл в отставку после поражения на выборах 5 марта 1933 года. В 1935 году, после восстановления монархии, эмигрировал во Францию. Скончался в Париже в 1936 году.
14. ↑  Военный, генерал-лейтенант, главный военный инспектор. Сформировал военное правительство с целью предотвращения переворота, организованного Николаосом Пластирасом. Продолжал участвовать в политике. Скончался в 1970 году.
15. ↑  Избран кортесами 2 декабря 1931 года.
16. ↑  Отправлен в отставку президентом после того, как правоцентристская оппозиция подвергла резкой критике провалы в политике правительства.
17. ↑  Журналист, один из лидеров республиканского движения, радикал, депутат кортесов, министр иностранных дел. По поручению президента сформировал правительство правоцентристской коалиции.
18. ↑  Сформировал правоцентристское правительство по итогам парламентских выборов 19 ноября 1933 года.
19. ↑  Журналист, один из лидеров республиканского движения. Глава временного правительства на период подготовки и проведения парламентских выборов. После отставки — министр внутренних дел в кабинете А.Лерруса.
20. ↑  Ушёл в отставку 7 марта, получив вотум недоверия в Сейме. В 1934 году поддержал переворот К.Улманиса, был заместителем премьер-министра, председателем Национального олимпийского комитета. Арестован советскими властями и расстрелян 1941 году.
21. ↑  Участник русской революции 1905 года, издатель, банкир, депутат.
22. ↑  Правительство ушло в отставку по итогам парламентских выборов 26 апреля 1933 года, на которых правящая Римско-католическая государственная партия утратила свои позиции. После отставки Ш. Беренбрук занял пост председателя палаты представителей. Скончался в 1936 году.
23. ↑  Премьер-министр в 1925—1926 годах. Сформировал правительство Антиреволюционной партии.
24. ↑  Продолжал активную политическую деятельность. После Второй мировой войны приговорён к 10 годам тюрьмы за пособничество Германии. В 1949 году амнистирован, жил отшельником в Осло до своей смерти в 1965 году.
25. ↑  Премьер-министр в 1924—1926 и 1928—1931 годах.
26. ↑  Подал в отставку после того, как маршал Ю.Пилсудский 2 мая 1933 года подверг критике его деятельность. В 1935 году стал сенатором и председателем Сената. В 1939 году бежал в Литву, в 1940 году был там арестован советскими властями и скончался в тюрьме в 1941 году.
27. ↑  Политик, педагог, ветеран войн, майор. С 1931 года министр религии и народного образования.
28. ↑  Ушёл в отставку из-за экономических трудностей и роста забастовочного движения. Продолжил активную политическую деятельность, в 1947 году приговорён к пожизненному заключению и скончался в тюрьме в 1953 году.
29. ↑  Премьер-министр в 1919—1920 и 1932 годах. Ушёл в отставку из-за конфликта с министром внутренних дел Армандом Кэлинеску, резко выступавшим против фашистского движения в Румынии. В 1945 году арестован, в 1946 году выслан в Сибиу, где скончался в 1950 году.
30. ↑  Ранее занимал пост министра иностранных дел. Застрелен румынскими фашистами на перроне вокзала в курортном городке Синая.
31. ↑  Временный глава правительства после убийства премьер-министра Иона Дуки.
32. ↑  С 1924 года председатель Временного революционного комитета Таджикской АССР, с 1926 года Председатель ЦИК Таджикской АССР, затем Таджикской ССР.
33. ↑  Правительство ушло в отставку 28 января 1933 года.
34. ↑  Лидер партии радикал-социалистов, военный министр в кабинете Ж.Поль-Бонкура. Правительство ушло в отставку после того, как ночью на 24 октября Палата депутатов отклонила правительственный законопроект о сокращении государственных расходов. Сохранил пост военного министра в последующих кабинетах.
35. ↑  Бывший губернатор Индокитая, министр колоний в предшествующих кабинетах. Занял пост министра флота в кабинете К.Шотана.
36. ↑  Премьер-министр в 1930 году, министр внутренних дел в кабинете А.Сарро.
37. ↑  Государственный старейшина в 1927—1928 годах, премьер-министр в 1920 году. После переворота 1934 года отстранён от политики, был профессором Тартуского университета. В 1940 году был арестован советскими властями и бесследно исчез.
38. ↑  Конституционный президент. Истёк четырёхлетний срок президентских полномочий.
39. ↑  Военный, генерал, председатель Конгресса. Избран на президентских выборах октября 1932 года на срок в 4 года, до 1 февраля 1937 года. Вскоре установил личную диктатуру.
40. ↑  Военный, генерал. Бежал из страны в США после того, как 4 августа 1933 года страну охватила всеобщая забастовка, и армия отказала ему в поддержке. Скончался в эмиграции в Майами.
41. ↑  Военный, генерал, начальник штаба сухопутных войск. Временный президент после отставки Х.Мачадо. Отошёл от политики, скончался в 1954 году.
42. ↑  Сын героя освободительной войны К. М. де Сеспедеса. Избран Конгрессом вместо генерала А.Эрреры. Свергнут во время восстания солдат столичного гарнизона 5 сентября 1933 года. Скончался в 1939 году.
43. ↑  Врач, участник борьбы с режимом Х.Мачадо. Подвергался тюремному заключению, был выслан в США. До 10 сентября 1933 года руководитель Исполнительного комитета Временного правительства, затем глава Временного революционного правительства.
44. ↑  Подал в отставку 2 сентября 1932 года, сославшись на то, что революционный каудильо П. Элиас Кальес вмешивается в его конституционные полномочия. Вечером того же дня отставка утверждена Конгрессом. П. Ортис Рубио эмигрировал в США, вернулся в 1935 году, выполнял поручения президента Ласаро Карденаса. Скончался в 1963 году.
45. ↑  Участник Мексиканской революции, полковник, генерал-губернатор Нижней Калифорнии. Личный друг Плутарко Элиаса Кальеса, министр армии и военного флота. Назначен парламентом временным президентом до окончания президентского срока Ортиса Рубио 30 ноября 1934 года.
46. ↑  Военный, генерал. Передал власть избранному президенту по стечении четырёхлетнего срока полномочий. Отошёл от политики, скончался в 1945 году.
47. ↑  Вице-президент в 1925 году, глава оппозиционного правительства в Пуэрто-Кабесасе в 1926—1927 годах, затем посол в США. Победил на президентских выборах 7 ноября 1932 года. Срок полномочий — до 1 января 1937 года.
48. ↑  Истёк четырёх летний срок полномочий (потерпел поражение на президентских выборах 8 ноября 1932 года). После отставки занимался общественной деятельностью, скончался в 1964 году .
49. ↑  Юрист и политик, губернатор штата Нью-Йорк. Победил на президентских выборах 8 ноября 1932 года как кандидат от Демократической партии.
50. ↑  Военный, полковник, конституционный президент. Застрелен 30 апреля 1933 года во время военного смотра в канун намечавшейся войны с Колумбией.
51. ↑  Военный, дивизионный генерал, главнокомандующий. Занимал пост президента в 1914—1915 годах. Провозглашён президентом после убийства полковника Л.Санчеса Серро.
52. ↑  Конституционный президент. Отправлен в отставку Конгрессом в результате процедуры импичмента. Продолжил активно участвовать в государственной деятельности, скончался в 1955 году.
53. ↑  Временный президент до проведения президентских выборов 1934 года. Профессор права, был председателем Конгресса, исполнял обязанности президента в 1910 году